# Wembury
Wembury är en by och en civil parish i South Hams i Devon i England. Orten har 2 740 invånare (2011).